# Brandi Love
Tracey Lynn Livermore (sinh ngày 29 tháng 3 năm 1973), được biết đến với nghệ danh là Brandi Love, là một nữ diễn viên khiêu dâm người Mỹ.

## Cuộc sống ban đầu
Cô được sinh ra ở Raleigh, North Carolina và là người có ba dòng máu gốc Anh, Ba Lan và Đức. Brandi lớn lên ở Dearborn, Michigan, cô theo học Đại học Trung tâm Michigan. Cô là cháu gái lớn của nhà giao dịch chứng khoán Jesse Lauriston Livermore. Cô trưởng thành từ Giáo hội Trưởng lão. Cô kết hôn với Chris Potoski và họ có một con gái.

## Sự nghiệp
Love bắt đầu trang web của cô là BrandiLove.com, vào tháng 6 năm 2004. Năm 2008, Love bắt đầu biểu diễn cho các công ty sản xuất ở Los Angeles. Trong suốt sự nghiệp là một diễn viên phim người lớn, cô được biết đến với sự xuất hiện trong các sản phẩm của MILF và "Người vợ nóng bỏng".
Năm 2006, cô hợp tác với Gail Harris của Falcon Foto để thành lập công ty Naked Rhino Media, một công ty đa phương tiện chuyên tạo các trang web khiêu dâm có nội dung đặc thù riêng. Sau đó, vào năm 2011, cô bắt đầu biểu diễn cho các hãng phim người lớn. Năm 2013, Kelly Madison Media đã phát triển một trang web mới cho cô và tham gia vào việc sản xuất nội dung mới.
Từ năm 2011, Love đã tham gia đóng phim cho các công ty như Brazzers, Girlfriends Films, Hustler Video, Tom Byron Pictures và Wicked Pictures. Cô xuất hiện trên Penn & Teller: Bullshit! tập "Cuộc chiến phim khiêu dâm ". Cô đã phát hành cuốn sách do cô là tác giả, Getting Wild Sex from Your Conservative Woman vào năm 2008.

## Giải thưởng và đề cử
| Năm  | Lễ               | Kết quả   | Giải thưởng                                                 | Công việc       |
| ---- | ---------------- | --------- | ----------------------------------------------------------- | --------------- |
| 2013 | AVN Award        | Đề cử     | Người diễn xuất MILF/Cougar của năm                         | —               |
| 2013 | AVN Award        | Đề cử     | Cảnh sex kỳ quặc nhất (đóng với Kelly Madison)              | Big Titty MILFs |
| 2013 | NightMoves Award | Đoạt giải | Trình diễn Cougar/MILF tốt nhất (do các biên tập viên chọn) | —               |
| 2013 | NightMoves Award | Đề cử     | Mông tuyệt nhất                                             | —               |
| 2013 | XBIZ Award       | Đề cử     | Ngôi sao web của năm                                        | —               |
| 2014 | NightMoves Award | Đề cử     | Trình diễn MILF xuất sắc nhất                               | —               |
| 2015 | AVN Award        | Đề cử     | Diễn viên MILF của năm                                      | —               |
| 2015 | AVN Award        | Đề cử     | Trang web khiêu dâm tốt nhất                                | BrandiLove.com  |
| 2015 | XBIZ Award       | Đề cử     | Diễn viên MILF của năm                                      | —               |
| 2015 | XBIZ Award       | Đề cử     | Nữ diễn viên phụ xuất sắc nhất                              | Aftermath       |
| 2018 | XBIZ Award       | Đoạt giải | Diễn viên MILF của năm                                      | —               |
| 2018 | XBIZ Award       | Đề cử     | Nữ diễn viên xuất sắc nhất - All-Girl Release               | The Candidate   |